# Kanno Sugako
Kanno Sugako (Japanska: 管野　須賀子), även kallad Kanno Suga, född 1881 i Osaka, död 25 januari 1911, var en japansk journalist och anarkafeminist. Hon avrättades genom garrottering 1911, anklagad för att vara del av en konspiration som skulle mörda kejsare Meiji.
Hon var den enda kvinnan bland de dömda och den första kvinnliga politiska fången som avrättades i Japan i modern tid.
Kanno Suga använde många olika pseudonymer när hon skrev, men hennes vänner ska ha kallat henne Suga. ”Kanno Sugako” är en variant av hennes riktiga namn.

## Bakgrund
Kanno Suga föddes i Osaka, Japan år 1881. Många uppgifter om hennes tidiga ungdom är svåra att belägga. Sugas uppväxt verkar vara präglad av trauman, samtidigt som familjen hade det relativt gott ställt ekonomiskt, åtminstone under hennes barndom. När Suga var tio år gammal dog hennes mor. Med tiden följde en djup och lång konflikt mellan Suga och såväl hennes nya styvmor som fadern. Kanno Sugas far drev en gruva. När Suga förhördes 1910 uppgav hon att familjen varit rik fram tills att faderns affärer började gå dåligt.
Många som skrivit om Kanno Sugas ungdom har utgått från texter hon publicerade under varierande pseudonymer i tidningar senare i livet, till exempel noveller skrivna i jag-form. En historia handlar just om en flicka som lever i överflöd, överbeskyddad och uppassad, tills hennes pappas ekonomi plötsligt försämras. Andra noveller handlar om elaka styvmödrar. Kanno Suga skrev dock ofta texter i en stil där det var vanligt att blanda självupplevt och fiktion, eller att överdriva det upplevda. Därför är det tveksamt att läsa hennes noveller som självbiografiska. 
Under pseudonymer skrev Kanno Suga också om övergrepp mot unga kvinnor – även om hon inte skrev det rakt ut så handlade det om våldtäkter. Texterna och senare uttalanden från Suga gör det troligt att hon själv blev våldtagen i tonåren, antagligen mer än en gång.
Vid 17 års ålder gifte sig Kanno Suga med en man från en köpmansfamilj i Tokyo, antagligen mest för att komma bort från hemmet. Drygt tre år senare återvände hon dock själv till Osaka.

## Yrkesliv och politik
I Osaka från år 1902 och framåt började Kanno Suga vara verksam som journalist. Detta till stor del tack vare en äldre man, Udagawa Bunkai, som via sina kontakter kunde se till att Suga fick skriva under pseudonym i olika tidningar. Vissa har senare velat tolka det som att Suga var hans älskarinna, men hon beskrev själv aldrig relationen så och verkar inte heller senare ha hyst något agg mot Udagawa.
Detta, och hennes tidigare äktenskap, kan dock ha bidragit till att Suga fick ett rykte som promiskuös och omoralisk. Ytterligare en sak som antagligen bidrog var hennes noveller om sexuella övergrepp (under mer eller mindre öppna pseudonymer). I dessa ganska tidigare texter, 1902–03, intar Suga en för tiden radikal position genom att över huvud taget skriva utifrån ett offers synvinkel men utan att skuldbelägga det.
Kanno Suga fortsatte under sitt liv att fokusera på frågor om sexualitet, moral och övergrepp mot kvinnor. Hon började skriva artiklar mot prostitution, och engagerade sig i en kristen kvinnorörelse som arbetade mot den utbredda lagliga bordellverksamheten samt geisha-systemet. 
Under rysk-japanska kriget 1904–05 engagerade hon sig i en kristen socialistisk fredsrörelse. 
1906 blev hon chef för en mindre tidning. Därefter återvände hon till Tokyo och började alltmer umgås i anarkistiska kretsar. 
1908 drogs hon in i efterspelet till en uppmärksammad politisk manifestation: En känd anarkist släpptes ur fängelse och hälsades med fanor och sång av en skara åsiktsfränder. Polis attackerade gruppen och grep tio. När Kanno Suga senare besökte fångarna blev hon själv arresterad. Hon radikaliserades under sina två månader i fängelse. Enligt Radekker var det först då, 1908, som Suga förklarade sig själv vara anarkist. 
Hon började därefter ge ut en anarkistisk tidning tillsammans med den kände Shūsui Kōtoku. Tidningen förbjöds av myndigheterna och Kanno Suga arresterades igen. Under året som följde fick hon svårare att arbeta som journalist. Detta ledde dels till fattigdom, dels till att hon var tvungen att ta andra arbeten, till exempel i en fabrik. Kanno Sugas hälsa började svikta.

## Sammansvärjningen och avrättningen
År 1910 avslöjades en sammansvärjning som planerade att mörda Japans kejsare Meiji med en bomb, en av de sammansvurna var Kanno Suga. När hon anklagades för detta högförräderi satt hon redan i häkte. Kanno Suga hade övervakats av polis under en längre tid och anklagats för flera brott. Men hon verkar inte ha trott att polisen kände till planerna mot kejsaren.
26 personer åtalades, varav de flesta antagligen inte hade något med planen att göra men var kända anarkister/socialister. Tolv av de arresterade dömdes till döden år 1911, bland dem Shusui Kotoku och Kanno Suga. Suga var den enda kvinnan bland de tolv, och även den första kvinnliga politiska fånge att avrättas i modern tid i Japan. Allt tyder på att hon jämfört med många andra var skyldig; hon hade börjat planera ett attentat mot kejsaren tillsammans med några få andra. Så sent som 2010 upptäcktes ett brev, skrivet av Kanno Suga i juni 1910, där hon säger att Kotoku ”inte vet någonting alls” om sammansvärjningen. Han verkar alltså ha varit en av de oskyldiga som ändå avrättades.
Kanno Suga fortsatte vara skribent i dödscellen, hon skrev brev och dagbok. Inte bara för sin egen skull, i brev till bekanta skrev hon att hon hoppades att de skulle läsa hennes dagbok senare, den är ocensurerad till skillnad från breven. Dagen innan sin avrättning skrev hon i dagboken om att drygt hälften av de medåtalade slapp samma öde: 
”Jag blev så bitter att blodet i hela min kropp blossade upp som i brand. Men nu är jag mycket glad att några av de åtalade har skonats. De måste vara de människor som jag var säker på var oskyldiga. Efter att ha hört nyheten kände jag att halva bördan lyftes från mina skuldror.”
Den 25 januari 1911 avrättades hon genom garrottering. Stora delar av Kanno Sugas texter har bevarats till eftervärlden.